# Ballycotton Bay
Ballycotton Bay är en vik i republiken Irland.   Den ligger i grevskapet County Cork och provinsen Munster, i den södra delen av landet, 200 km sydväst om huvudstaden Dublin.